# Harry Dial
Harry Dial (* 17. Februar 1907 in Birmingham (Alabama); † 25. Januar 1987 in New York City) war ein US-amerikanischer Jazz-Schlagzeuger (auch Perkussion, Vibraphon, Gesang, Komposition) und Bandleader.

## Leben und Wirken
Harry Dial sammelte 1920 erste Erfahrungen als Schlagzeuger in St. Louis bei Dewey Jackson, arbeitete um 1925 bei Lawrence Marable und dann ab Mitte der 1920er Jahre hauptsächlich mit Fats Waller („Don’t Let It Bother You“) und Louis Armstrong, dem er in den 1930er Jahren auch als musikalischer Leiter diente. Dial nahm 1930 unter eigenem Namen sechs Plattenseiten für Vocalion auf, als Harry Dial’s Blusicians mit dem Holzbläser Omer Simeon, dem Banjospieler Eursten Woodfork, dem Trompeter Shirley Clay und dem Altsaxophonisten Lester Boone.
Ab den 1940er Jahren war er Mitglied von Louis Jordans Band Tympany Five, in der er auch Maracas spielte. Ende des Jahrzehnts nahm er für Decca Prince’s Boogie auf, auf der B-Seite eine der frühen Versionen von Diddy Wah Diddy. Im Bereich des Jazz wirkte Dial zwischen 1926 und 1965 bei 30 Aufnahmesessions mit;, außer den Genannten bei Ella Fitzgerald und Junie Cobb. Mit dem Trompeter Zilner Randolph schrieb er für Armstrong den Titel Don't Play Me Cheap, für die Sängerin Bea Booze den Song Catchin' as Catch Can, den sie 1942 für Decca einspielte. In den 1960er Jahren kam es zu einer Neuauflage seiner Blusicians mit dem Pianisten Jimmy Reynolds.  In seinen späteren Jahren schrieb Dial die Autobiographie All This Jazz about Jazz.
Er ist nicht mit dem Blues- und Country-Gitarristen und Songwriter Harry Dial zu verwechseln.

## Diskographische Hinweise
- Chicago 1929–1930: That's My Stuff
- Omer Simeon/Dixie Rhythm Kings/Harry Dial/Alex Hill/Reuben Reeves (Decca)
- Bennie Moten K.C. Orchestra 1929–1931 / Harry Dial Quartet 1946. (1970[6])
- Buster Tolliver with the Harry Dial Trio (Yorkshire Records), mit Hayes Alvis
- Jazz a la Carte (Yorkshire Records, 1965), mit Doc Cheatham, Charles Frazier, Rudy Powell, Buster Tolliver, Beverly Peer, Arrangements von Dick Vance & Edgar Sampson.